# Živohošť (Křečovice)
Živohošť je evidenční část obce a katastrální území obce Křečovice v okrese Benešov, poblíž města Neveklov na pravém břehu Vltavy. Sestává z několika sídelních útvarů, z nichž největším je rekreační osada Nová Živohošť.
Původně se jednalo o část vesnice Živohošť, která byla důsledku výstavby Slapské přehrady téměř celá zatopena a rozdělena na dvě části – druhá stejnojmenná část na levém břehu Vltavy se nachází v okrese Příbram.

## Popis
Místo je proslulé jako rekreační středisko a prázdninové letovisko na břehu řeky Vltavy. Nachází se zde několik restauračních zařízení, veřejné tábořiště, lidé sem jezdí za odpočinkem do svých chat, kterých je na Nové Živohošti nespočet. Je zde také samoobsluha a trafika. Nová Živohošť je známá svými písečnými plážemi, také proto je jedním z nejoblíbenějších míst ke strávení letních prázdnin. Ve středisku Juniorcamp si rekreanti mohou zahrát tenis, minigolf nebo sjet tobogánem. Sídlí zde Caravan Club, kde mohou lidé nechávat své karavany přes zimu.

## Doprava
Spojení mezi Starou a Novou Živohoští napříč přehradní nádrží zajišťoval v letní sezóně přívoz, motorový prám jedoucí pětkrát denně a převážející osoby, jízdní kola a kočárky. Převozníky byli Václav a Jindřiška Prekovi z Vlašimi. Přívoz se však 30. července 2016 potopil z důvodu přetížení a jeho provoz po nehodě již nebyl obnoven. Třikrát nebo čtyřikrát denně tato místa v letní sezóně spojuje také lodní linka Lodní dopravy Slapy.
Obě části Živohoště leží na území obsluhovaném Pražskou integrovanou dopravou. Do levobřežní Staré Živohoště zajíždí celoročně v pracovních dnech autobusová linka 439 z Nového Knína, do pravobřežní Nové Živohoště i přes větší trvalé osídlení jezdí autobusová linka 454 z Benešova celotýdenně pouze v letní sezóně (s výjimkou jediného celoročního ranního spoje). Žádná veřejná doprava není provozována ani přes nedaleký Živohošťský most.

## Galerie

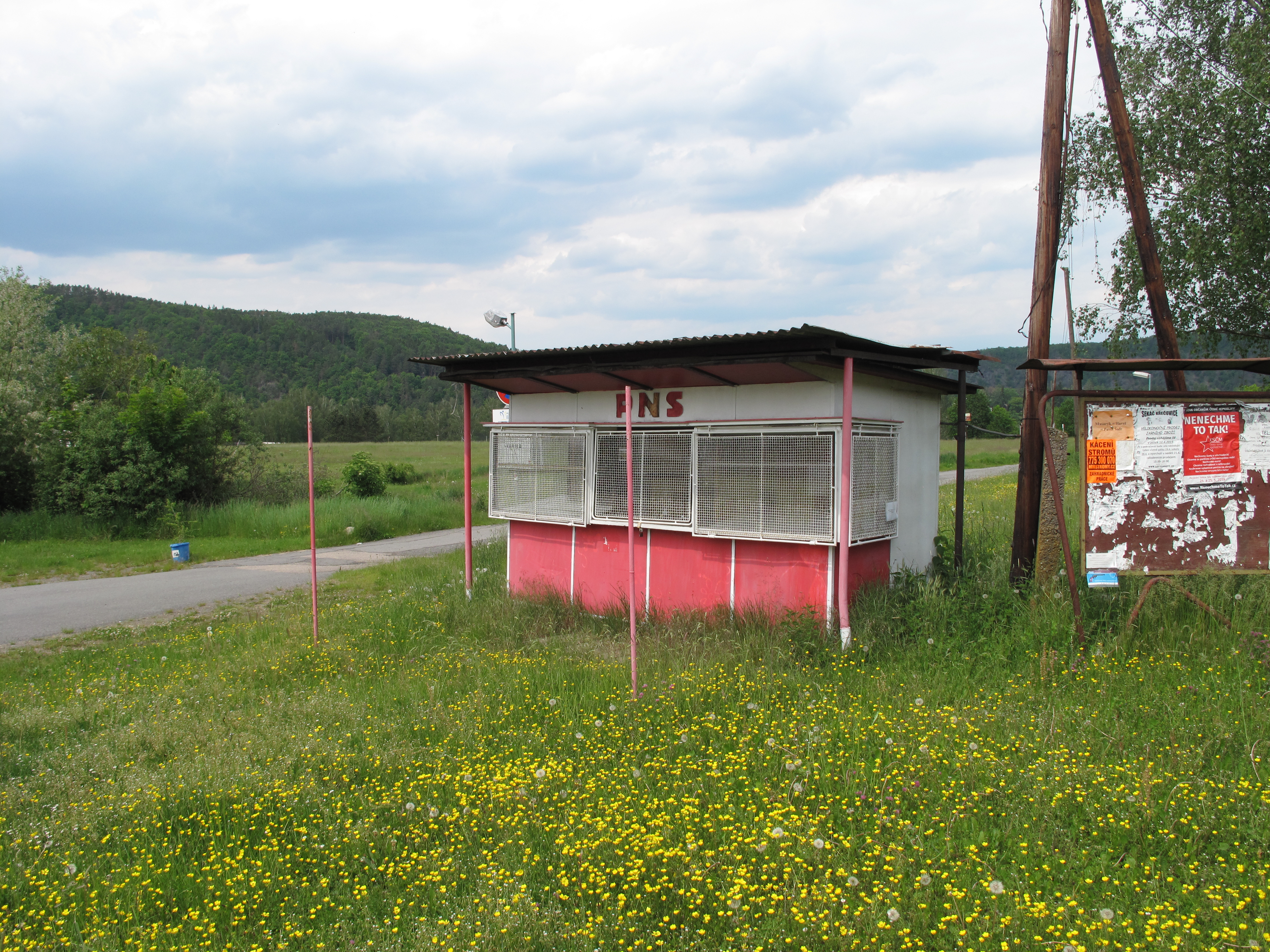
Stará trafika
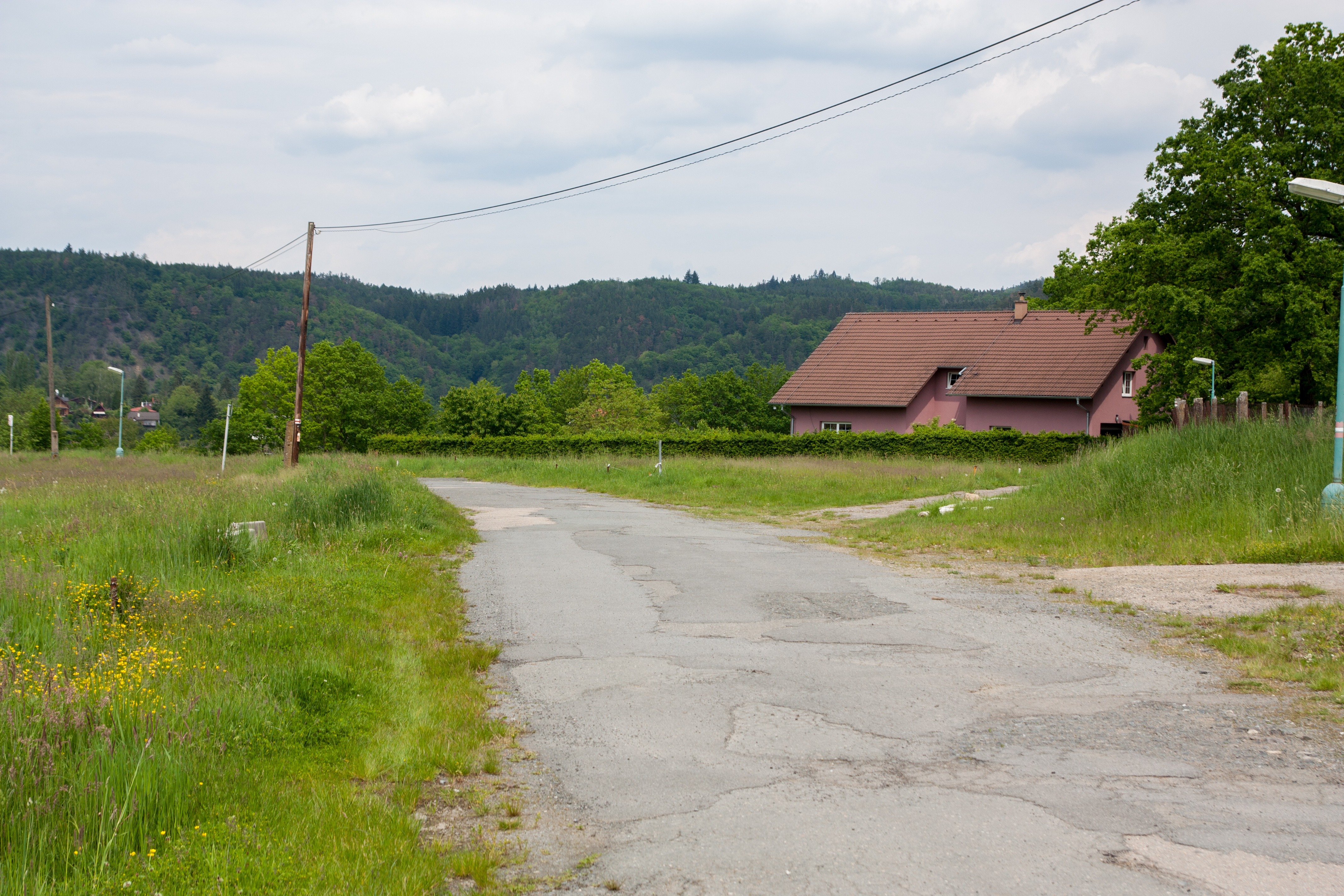
Cesta
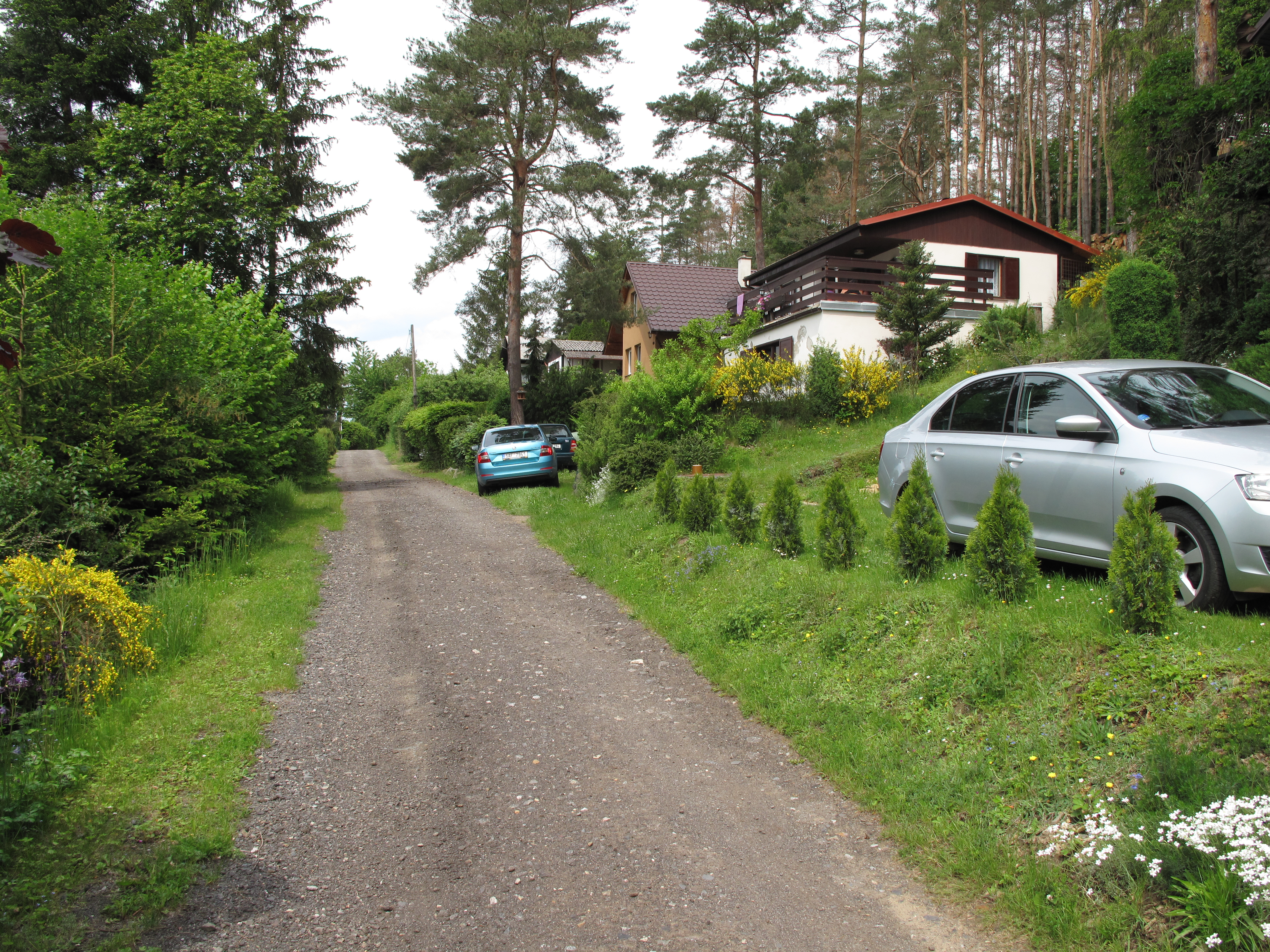
Chaty